# Люк Янг
Люк Пол Янґ (англ. Luke Paul Young; нар. 19 липня 1979, Гарлоу) — англійський футболіст, правий захисник клубу «Квінз Парк Рейнджерс».

## Досягнення
- Кубок Футбольної ліги (1):

«Тоттенгем Готспур»: 1999